# The Pacifier
The Pacifier é um filme de 2005 de ação americano dirigido por Adam Shankman. É estrelado por Vin Diesel como um tenente que, após uma missão de resgate fracassada, é designado como babá da família de um homem morto.

## Elenco
- Vin Diesel - Tenente Shane Wolfe
- Morgan York - Lulu Plummer
- Faith Ford - Julie Plummer
- Brittany Snow -  Zoe Plummer
- Max Thieriot - Seth Plummer
- Joel McHale - Kegan Plummer
- Logan Hoover e Kegan Hoover -  Peter Plummer
- Luke Vink e Bo Vink - Bebê Tyler Plummer
- Carol Kane - Helga

## Recepção
O público pesquisado pelo CinemaScore deu ao filme uma nota média de "A−" em uma escala de A+ a F.
No site agregador de críticas Rotten Tomatoes, 21% das 129 resenhas dos críticos são positivas. No consenso diz: "Vin Diesel faz uma parodia de sua imagem de cara durão para o público família, mas o resultado é apenas moderadamente divertido".
O Metacritic, que usa uma média ponderada, atribuiu ao filme uma pontuação de 30 em 100, baseado em 27 críticos, indicando críticas "geralmente desfavoráveis".